# Aviation Industry Corporation of China
Aviation Industry Corporation of China (AVIC; en xinès: 中国航空工业集团公司) és un grup d'empreses públic de la Xina especialitzat en la construcció aeronàutica. Fabrica avions militars, avions de passatgers, turboreactors i helicòpters.
Les seves filials inclouen Changhe Aircraft Industries Corporation, Chengdu Aircraft Industry Group, China Nanchang Aircraft Manufacturing Corporation, China National Aero-Technology Import & Export Corporation, Guizhou Aircraft Industry Co., Harbin Aircraft Manufacturing Corporation, Hongdu Aviation Industry Group, Shanghai Aviation Industrial Company, Shanghai Aviation Industrial Company, Shenyang Aircraft Corporation i Xi'an Aircraft Industrial Corporation. Ha estat acusat d'espionatge industrial pel Wall Street Journal.